# Switi Rauw Streetfest
Switi Rauw Streetfest was een kunstinitiatief van circa 2012 tot 2015 met muurschilderingen in Paramaribo.
Het initiatief werd in 2012 opgezet door Kevin Headley en Hedy Tjin en werkte toe naar drie doelen: stadsverfraaiing, het laagdrempeliger maken van kunstervaringen en het voorstellen van kunstenaars aan het publiek. Hierbij werden de schilderingen legaal en met toestemming aangebracht, wat vaak niet het geval is bij andere street art zoals graffiti.
Met het project werd toegewerkt naar Carifesta dat in 2013 in Suriname werd gehouden. In het eerste jaar werden de muurschilderingen gemaakt door vier kunstenaars. In 2013 namen dertien kunstenaars deel.
In 2014 leverde het project de langste muurschildering op die ooit gemaakt was in Suriname. Toen werd de muur van Fernandes Bottling beschilderd, nabij de brug over het Saramaccakanaal. Hieraan werkten vijftien kunstenaars mee, onder wie André Sontosoemarto, een van de oudste muurkunstschilders van Suriname. De schildering is 206 meter lang en 2 meter 80 hoog. Een andere muurschilderingen bevindt zich in de Jessurunstraat. In 2014 werd het Switi Rauw Battle of the Schools georganiseerd, een competitie waarbij telkens een leerling aan een kunstenaar werd gekoppeld en muren van scholen werden beschilderd.
Daarnaast werd geschilderd in gesloten ruimtes, zoals op de kinderafdeling van een ziekenhuis. In 2015 was de J.E. Dennertschool aan de Achillestraat de locatie van het streetfest. Hieraan werkten negen kunstenaars mee, onder wie een uit Spanje en uit Australië.